# Animação direta
Animação direta ou animação sem câmara, é uma técnica de animação em que as imagens são criadas diretamente na película, em oposição a todas as outras formas de animação, nas quais as imagens ou objetos são fotografados quadro a quadro com o uso de uma câmara de animação.

## Técnicas

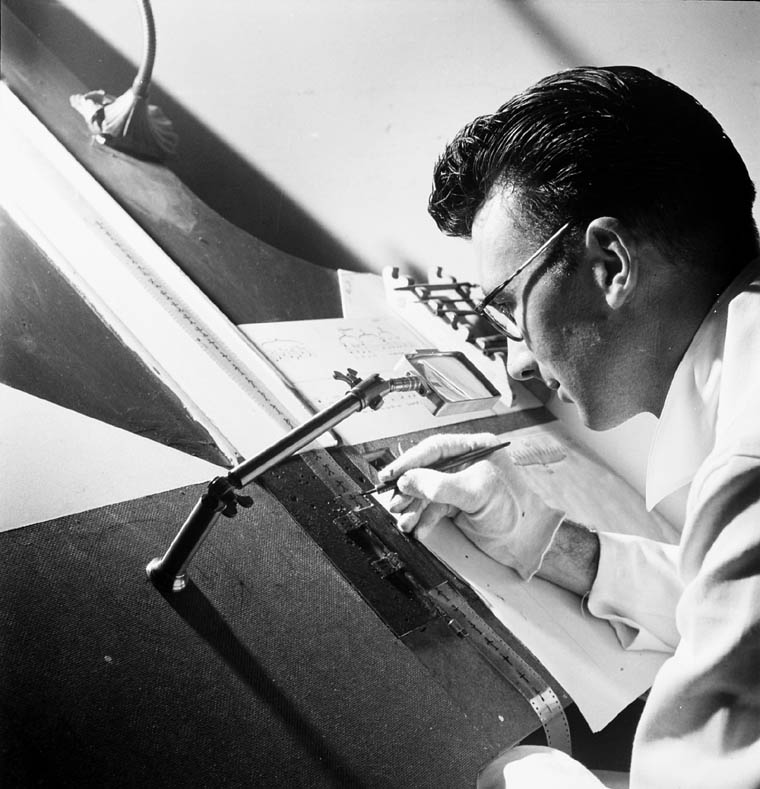
Norman McLaren desenhando diretamente sobre filme.

Há três métodos básicos para produzir animação diretamente sobre o filme, conforme o material original utilizado. Pode-se trabalhar com filme virgem (não rodado, portanto totalmente transparente), ou com filme velado (preto) ou com material previamente filmado, com imagens.
No filme virgem, o artista pode desenhar, pintar, carimbar ou mesmo colar objetos. Filme velado pode ser arranhado, raspado, areado ou perfurado, da mesma forma que o filme com imagens, tenham elas sido produzidas pelo próprio realizador da animação ou por outros ("found footage"). Qualquer ferramenta que o artista deseje experimentar pode ser usada para isso, e todas as técnicas podem ser combinadas indefinidamente. Os limites do frame podem ser observados ou completamente ignorados. Entre os filmes realizados com estas técnicas, podemos encontrar desde filmes narrativos até animações totalmente abstratas.
Um outro método, também utilizando filme virgem, pode ser realizado num quarto escuro, com o manejo de fontes luminosas controladas com as quais o artista impressiona o filme quadro a quadro, sem o uso de câmara. Este método, mais complexo, exige que o filme mais tarde seja processado num laboratório, como se tivesse sido filmado normalmente.
Bitolas largas como 70 mm ou 35 mm normalmente são preferidas para todas as formas de animação direta, por apresentarem mais superfície de trabalho, mas alguns artistas trabalham com 16 mm e até mesmo com super-8. No caso do 35 mm, como o seu som é óptico, é possível desenhar/pintar na área destinada ao som, criando som sintético.
Alguns realizadores dos anos 1960 expandiram a ideia e trataram a película de forma mais radical (amassando, pisoteando, rasgando, etc.), até o ponto em que o filme não tinha como sobreviver a mais do que uma única projeção. Alguns artistas fazem dessa destruição um manifesto, enquanto que outros preferem dar um passo atrás e fazer uma cópia do material destruído, reproduzindo as marcas da interferência do artista num filme que pode ser projetado normalmente.
Animação direta pode ser uma forma muito barata de realizar filmes; pode ser feita inclusive a partir de sobras de outros projetos de filme. É uma forma de animação que tem atraído iniciantes, mas também artistas plásticos estabelecidos procurando por novas formas de expressão.

## Filmes e realizadores
Em 1912, os futuristas italianos Arnaldo Ginna e Bruno Corra descreveram seus nove filmes abstratos (hoje perdidos) no texto "Abstract Cinema - Chromatic Music". Em 1916, a pianista estadunidense Mary Hallock-Greenewalt produziu tiras de filme pintadas a mão, possivelmente com a intenção de projetá-las em uma espécie de órgão patenteado por ela, chamado "Sarabet". Em 1926 Man Ray realizou o filme "Emak Bakia", que incluía trechos em que a película havia sido exposta diretamente à luz.
Em 1935 Len Lye realizou o primeiro filme de animação direta a ser projetado para uma grande plateia, numa promoção do British General Post Office (GPO) intitulada "A Colour Box". Ainda nos anos 1930, Len Lye e Norman McLaren produziram filmes pintados a mão para John Grierson na unidade de cinema da GPO.
A partir de 1941, McLaren continuou este trabalho no National Film Board of Canada (NFB), onde criou uma unidade de animação. Filmes de animação direta do NFB, realizados ou co-realizados por McLaren incluem "Boogie-Doodle" (1941), "Hen Hop" (1942), "Begone Dull Care" (1949) e "Blinkity Blank" (1955).
Em 1946, Harry Everett Smith exibiu no Museu de Arte de San Francisco uma série de filmes pintados a mão, com o título geral de "Art in Cinema".
Em 1963, Stan Brakhage apresentou "Mothlight", sua primeira experiência com animação direta. A este filme, seguiram-se "Existence is song" (1987), "Prelude I" (1996), "Yggdrasill Whose Roots Are Stars in the Human Mind" (1997), "Reel 2" e "Reel 3" (1998), "Coupling" (1999), etc.
Em 1970, o artista basco José Antonio Sistiaga exibiu em Madri seu primeiro filme pintado a mão de longa-metragem, "Era erera baleibu izik subua aruaren".